# Poa arida
Poa arida es una especie botánica de pastos de la subfamilia Pooideae. Es nativa de América del Norte, donde se produce todo el oeste y centro de Canadá y el centro de Estados Unidos.

## Descripción
Esta gramínea perennifolia alcanza un tamaño de hasta 80 centímetros de altura. La inflorescencia es generalmente compacta, sus espiguillas contienen de 3 a 7 flores cada una. La hierba a veces tiene rizomas. Crece en manojos o grupos o a veces, en solitario. Se reproduce por semillas y por rizomas.

## Distribución y hábitat
La hierba crece en muchos tipos de hábitat en las Montañas Rocosas, la meseta del Colorado, las Grandes Llanuras, y otras regiones adyacentes. Se puede encontrar en los pastizales, la artemisa, estepa arbustiva y praderas. Se puede encontrar en los climas alpinos y en las comunidades vegetales con la grama salada. El límite septentrional de su distribución es en el norte de Alberta.

## Taxonomía
Poa arida fue descrita por George Vasey y publicado en Contributions from the United States National Herbarium 1(8): 270. 1893.
Etimología
Poa: nombre genérico derivado del griego poa = (hierba, sobre todo como forraje).
arida: epíteto latino que significa "árido, seco".
Sinonimia
| - Paneion aridum (Vasey) Lunell - Paneion pratensiforme (Rydb.) Lunell - Paneion pratericola (Rydb. & Nash) Lunell - Poa andina Nutt. ex S.Watson - Poa andina Nutt. ex Vasey - Poa andina var. purpura Vasey ex Macoun - Poa fendleriana var. arida (Vasey) M.E.Jones - Poa glaucifolia Scribn. & T.A.Williams | - Poa overi Rydb. - Poa planifolia Scribn. & T.A.Williams - Poa plattensis Rydb. - Poa pratensiformis Rydb. - Poa pratensis var. pseudopratensis M.E.Jones - Poa pratericola Rydb. & Nash - Poa pseudopratensis Scribn. & Rydb. - Poa sheldonii Vasey |